# Silyanov Peak
Der Silyanov Peak (englisch; bulgarisch Силянов връх Siljanow wrach) ist ein 2250 m hoher und spitzer Berggipfel im westantarktischen Ellsworthland. Er ragt 15,02 km südwestlich des Mount Dalrymple, 10,07 km westlich des Ahrida Peak, 11,43 km nordwestlich des Mount Hale, 10,36 km nördlich des Mount Hubley, 11,65 km östlich des Kowil-Nunataks und 1,74 km südsüdöstlich des Memolli-Nunataks aus dem Hauptkamm des nordzentralen Teils der Sentinel Range im Ellsworthgebirge auf. Besonders markant sind seine steilen und hauptsächlich eisfreien Ost- und Südwesthänge.
US-amerikanische Wissenschaftler kartierten ihn 1961. Die bulgarische Kommission für Antarktische Geographische Namen benannte ihn 2014 nach dem bulgarischen Revolutionär, Historiker und Journalisten Christo Siljanow (1880–1939).